# Acabion GTBO

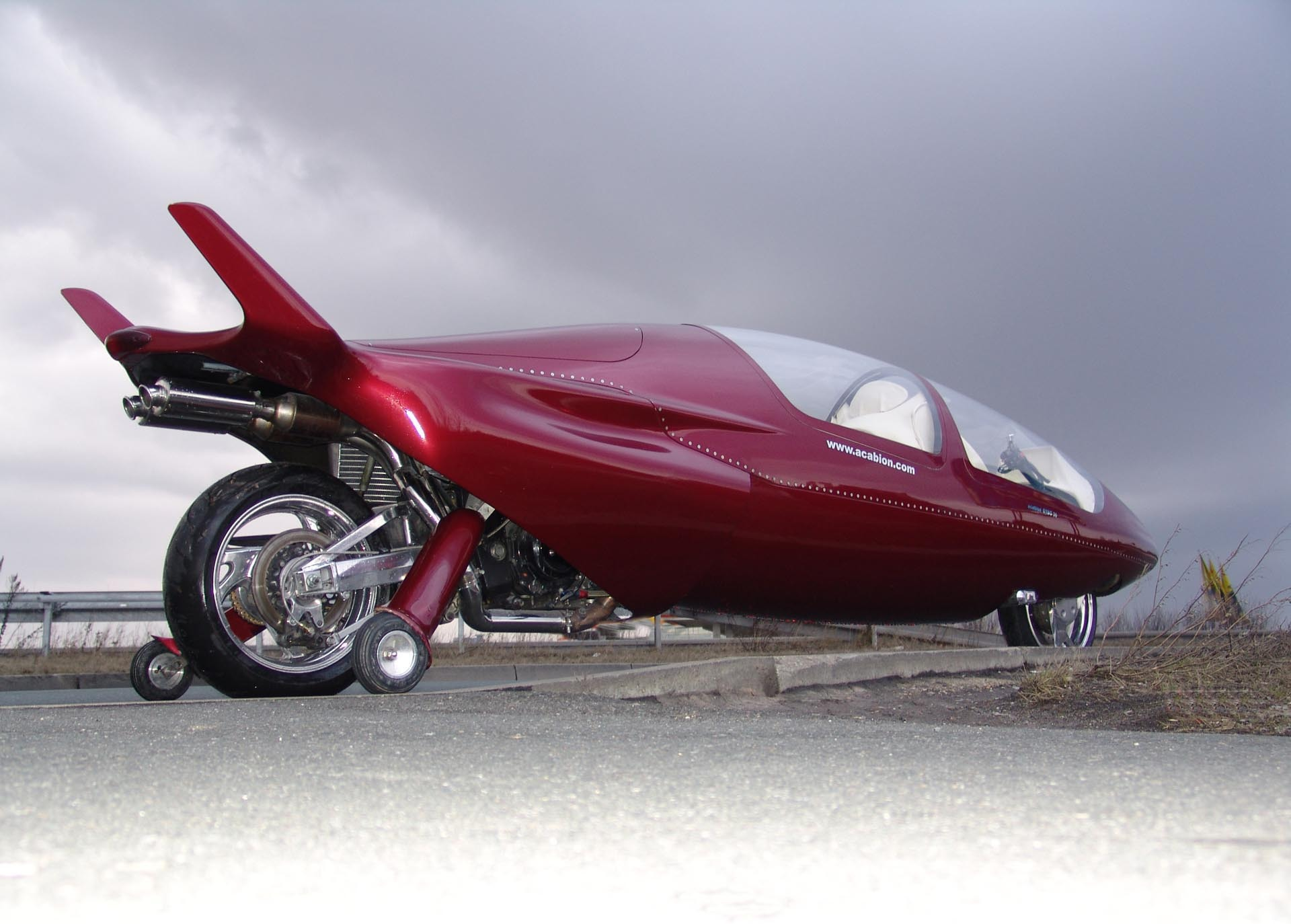
Acabion GTBO

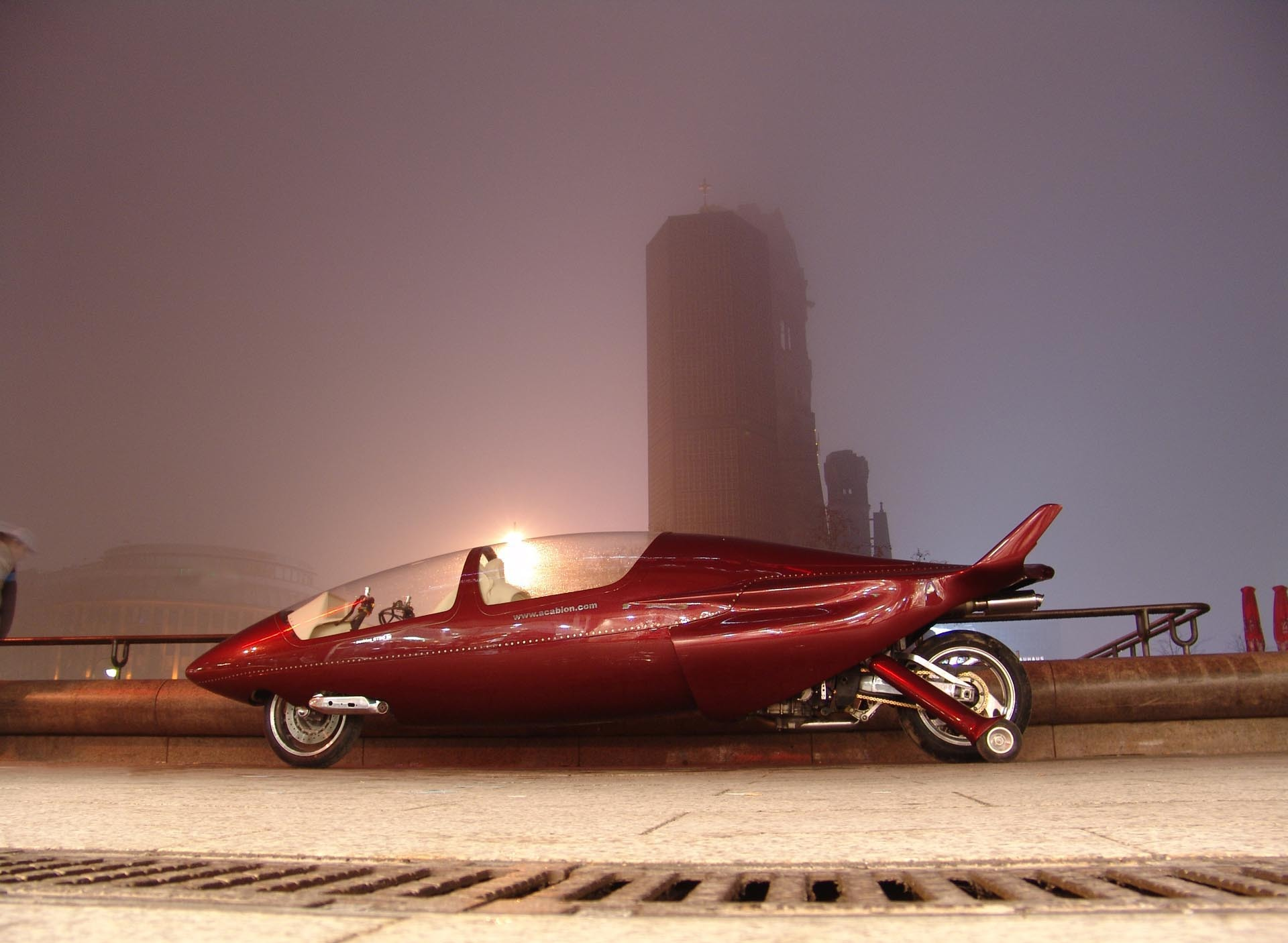
Acabion GTBO

Acabion GTBO – następca samochodów zaprojektowany przez szwajcarskiego inżyniera Petera Maskusa.
Pojazd ten jest pojazdem elektrycznym z silnikiem o mocy 250 kW.

## Dane techniczne
| Marka i model                 | Acabion GTBO              |
| ----------------------------- | ------------------------- |
| Lata produkcji                | 2010...                   |
| Rozstaw osi (mm)              |                           |
| Waga pojazdu / całkowita (kg) | 370 kg                    |
| Rozmiar kół (mm)              |                           |
| Napęd                         | za pośrednictwem łańcucha |
| Baterii                       | Litowo-jonowe             |
| Zasięg na jednym ładowaniu    | >500 km                   |
| Przyspieszenie (s)            |                           |
| 0-100km/h (s)                 | 3                         |
| 0-200km/h (s)                 | 7                         |
| 0-300km/h (s)                 | 11                        |
| Prędkość maksymalna (km/h)    | 550 km/h                  |
| Zużycie energii               | Średnio 3 KWh /100 km     |

## Awards
Future Award 2008, Niemcy